# (1756) Giacobini
(1756) Giacobini est un astéroïde de la ceinture principale.

## Description
(1756) Giacobini est un astéroïde de la ceinture principale. Il fut découvert le 24 décembre 1937 à Nice par André Patry. Il présente une orbite caractérisée par un demi-grand axe de 2,55 UA, une excentricité de 0,23 et une inclinaison de 5,1° par rapport à l'écliptique.

## Compléments